# S'ha escrit un crim
S'ha escrit un crim és una sèrie televisiva dels Estats Units de la qual es van emetre, entre 1984 i 1996, un total de 264 capítols. El seu títol original (en anglès) és Murder, she wrote, que traduït al català és: S'ha escrit un crim. És una sèrie d'intriga i misteri protagonitzada per l'actriu Angela Lansbury.
Tot i que la sèrie va acabar el 1996, anys més tard se'n van fer diverses pel·lícules. A Catalunya, la sèrie ha estat emesa per TVC i EDC.

## Repartiment
Personatges principals:
- Angela Lansbury: Jessica Beatrice Fletcher
- Tom Bosley: Xèrif Amos Tupper
- Ron Mask: Xèrif Mort Metger
- William Windom: Doctor Seth Hazlitt

## Argument
Tots els capítols són similars però independents, és a dir, no és relacionen entre ells. La seva protagonista principal, Jessica Beatrice Fletcher, és una professora d'anglès que, després de la mort del seu marit, decideix escriure novel·les de misteri. Viu a Cabot Cove, un petit poble imaginari, situat a la costa de Maine, a la regió de Nova Anglaterra. Viatja per diferents indrets d'arreu del món i, allà on va, sempre hi ha un crim, que Jessica acaba per resoldre investigant i interrogant tothom.
L'any 1991, Jessica Fletcher decideix marxar de Cabot Cove i anar a viure a Nova York, on continua resolent misteris.

## Cabot Cove
Cabot Cove és una localitat imaginària de Maine, on resideix l'escriptora Jessica Beatrice Fletcher i altres personatges, com ara el metge del poble; el doctor Seth Hazlitt, el xèrif primer Amos Tupper, Mortimer Metger o les xafarderes de la perruqueria de la Loretta i on transcorren alguns dels episodis de la sèrie.